# 슈말칼덴 동맹

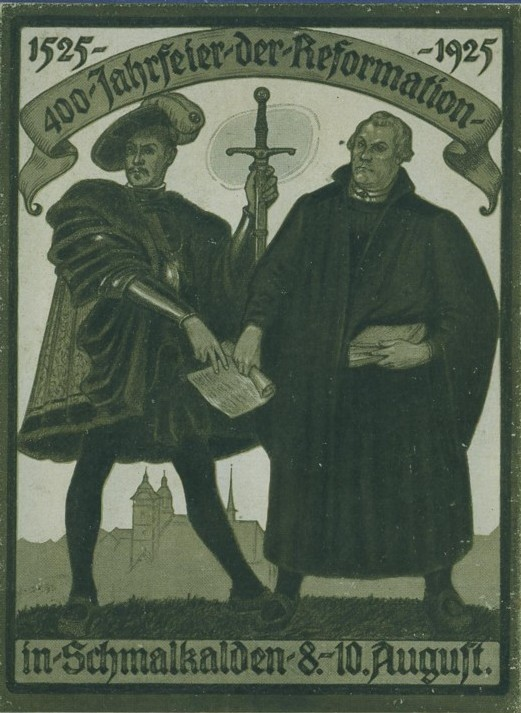
슈말칼덴 동맹 400주년 기념엽서(1925년)

슈말칼덴 동맹(독일어: Schmalkaldischer Bund)이란, 1531년 독일지방의 개신교 제후들과 도시들이 로마 가톨릭교회의 탄압에 저항하여 자기 방위를 위해 튜빙겐 지방의 슈말칼덴이라는 곳에서 결성한 동맹을 말한다.

## 역사
‘슈말칼덴’이란 명칭은 동맹을 체결한 독일 튜빙겐 지역의 도시 슈말칼덴에서 유래하였는데 이들은 로마 가톨릭교회의 탄압으로부터 종교적 권리를 보호하기 위해 군사적 행동을 취했던 최초의 동맹이다. 이 동맹의 지도자는 헤센의 관용공 필리프(Philip)와 작센의 요한 프리드리히 1세였다. 그밖에 초창기에 회원으로 가입한 국가로는 브라운슈바이크·안할트·만스펠트·마크데부르크·브레멘·스트라스부르·울름이 있다. 이에 대해 신성 로마 제국 황제 카를 5세가 슈말칼덴 동맹의 토벌을 결의했고, 이듬해에 슈말칼덴 전쟁이 발발하였다. 한때는 슈말칼덴 동맹 내의 의견 불일치와 작센 공의 배신등으로 동맹은 패하고 해체되었다. 그러나, 작센 공이 다시 태도를 바꾸어 동맹에 가담하는 한편, 프랑스의 원조에 힘입어 세력을 회복해 1555년 아우크스부르크 화의를 체결하였다.

## 같이 보기
- 30년 전쟁